# 히메카와 레이코 시리즈
《히메카와 레이코 시리즈》(姫川玲子シリーズ)는 혼다 테츠야에 의한 일본의 경찰 소설 시리즈이다.

## 개요
경시청 수사 1과·살인범 수사계의 주임인 경부보·히메카와 레이코. 여성이면서 경찰의 높은 지위에 오른 그녀는 남자 이상으로 터프한 정신력을 갖고, 개성 넘치는 형사들과 서로 부딪치면서, 가로막는 흉악한 난사건을 해결해 나간다. 지금까지 시리즈 4작품, 및 스핀오프 작품 《감염유희》가 발표되고 있다. 또, 잡지 《소설 보석》에서 2012년 1월호부터 시리즈 최신작 《블루 머더》가 연재 중이다. 기본적으로 부제는 영어를 카타카나로 고친 것이 많다.
덧붙여, 장편에 대해서는 시계열이 간행된 작품대로 되어 있지만, 단편집 《시머트리》 및 스핀오프 《감염 유희》에 대해서는 시계열이 차이가 난다.
제1작 《스트로베리 나이트》가 후지 TV 계열에서 타케우치 유코 주연으로 텔레비전 드라마화, 2010년 11월 13일에 토요 프리미엄으로 단발 드라마가 방송, 2012년 1월 10일에 화요 21시 시간대로 속편이 되는 연속 드라마가 방송되었다. 게다가 2013년에는 드라마의 극장판으로서 영화화되었다. 연속 드라마는 《소울 케이지》 《시머트리》 《감염유희》, 영화는 《인비저블 레인》을 원작으로 하고 있지만, 타이틀은 단발 드라마 같이 《스트로베리 나이트》이다.

## 시리즈 목록
| # | 타이틀            | 단행본 (코분샤)                    | 문고본 (코분샤 분코)               | 단행본 (씨엘북스)                  | 개요 |
| - | ----------------- | ---------------------------------- | ---------------------------------- | ---------------------------------- | --- |
| 1 | 스트로베리 나이트 | 2006년 2월 ISBN 4-334-92486-7      | 2008년 9월 ISBN 978-4-334-74471-7  | 2012년 6월 ISBN 978-89-977220-0-6  | 공원에서 발견된 타살체로 발단한, 저수지에의 사체 유기 사건. 피해자들이 공통되어 취하고 있던 비밀의 행동과 〈스트로베리 나이트〉의 수수께끼를 파헤친다. |
| 2 | 소울 케이지       | 2007년 3월 ISBN 978-4-334-92542-0  | 2009년 10월 ISBN 978-4-334-74668-1 | 2012년 9월 ISBN 978-89-977221-1-2  | 화물겸용 승용차로부터 발견된 피투성이의 왼손목. 시체가 발견되지 않는 가운데, 피해자 주변의 수사를 진행시킬 때에 모순되는 사실이 차례차례로 떠올라 온다. |
| 3 | 시머트리          | 2008년 2월 ISBN 978-4-334-92596-3  | 2011년 2월 ISBN 978-4-334-74904-0  | 2013년 2월 ISBN 978-89-977222-2-8  | 전 7편의 단편집. 뼈까지 형사인 레이코. 자나깨나 수사의 날들은 끝나지 않는다. |
| 4 | 인비저블 레인     | 2009년 11월 ISBN 978-4-334-92688-5 | 2012년 7월 ISBN 978-4-334-76433-3  | 2012년 12월 ISBN 978-89-977221-8-1 | 폭력단 하부조직의 구성원이 참살된 사건. 수사 중, 레이코 등은 상층부로부터 〈어떤 인물〉의 이름이 나와도 추궁하지 않는 듯한 지시를 받는다. 9년전에 범한 실태를 은폐 하려고 하는 경시청. 반발해 단독 수사를 진행시키는 레이코. 그 중에 그녀는 금단의 사랑을 경험하지만…. 히메카와반, 나아가서는 경시청에 있어서 큰 전개를 맞이한다. |
| 5 | 감염유희          | 2011년 3월 ISBN 978-4-334-92748-6  | 2013년 11월 ISBN 978-4-334-76648-1 | 2013년 7월 ISBN 9788997722334      | 카츠마타가 다룬 제약회사 샐러리맨의 살인 사건, 형사를 물러나기 직전에 쿠라타가 관계된 노상 살상 사건, 레이코의 부하, 하야마 노리유키가 담당한 노인끼리의 소규모 전투. 3명이 직면한 사건에는 공통점이 1개 있었다. |
| 6 | 블루 머더         | 2012년 11월 ISBN 978-4-334-92855-1 | 2015년 6월 ISBN 978-4-334-76918-5  |                                    | |
| 7 | 인덱스            | 2014년 11월 ISBN 978-4-334-92977-0 |                                    |                                    | 단편집 |

### 단행본 미수록
- 언더 커버 (소설 보석 특별 편집 《보석 더 미스테리》 수록, 2011년 12월 15일) ISBN 978-4-334-92797-4
- 여자의 적（혼다 테츠야 감수 《혼다 테츠야 All Works》 수록, 2012년 3월 9일, 타카라지마샤) ISBN 978-4-7966-8355-5
- 그녀가 있던 카페 (《소설 보석》 2012년 11월호 게재)
- 인덱스 (소설 보석 특별 편집 《보석 더 미스터리 2》수록, 2012년 12월 14일) ISBN 978-4-334-92863-6
- 얻은 것을 나누어 줌 (소설 보석 특별 편집 《보석 더 미스터리 3》수록, 2013년 12월 13일) ISBN 978-4-334-92922-0

## 주요 등장인물

### 히메카와반
히메카와 레이코 (姫川 玲子)
본작의 주인공. 29세→30세. 계급은 경부보. 수사 1과 살인범 수사 제10계(히메카와반) 주임. 시력은 두 눈 모두 2.0. 170cm의 장신으, 어느 여배우를 닮았다고 말해지는 미인. COACH의 가방이나 바바리 블루 라벨의 트렌치 코트 등을 애용하고 있다.
4년제 여자대학을 졸업 후, 그 해 입청 해, 시나가와 경찰서에 배속. 순사부장 승진에, 히몬야서에 이동해 교통과 교통 규제계의 주임을 배명. 《나카메구로 OL 살해 사건》의 응원 요청에 파견되어 해결에 도달한다. 경시청 형사부에 배전할 예정이었지만, 인사가 순조롭게 진행되지 않는 동안에 경부보의 승진 시험에도 합격했기 때문에, 한 번 다른 관할에 이동한 후에 정식으로 본청에 들어갔다. 논캐리어면서 27세라고 하는 이례의 속도로 경부보에 승진해, 이마이즈미 제10계장에 의해서 주임(반장)으로 발탁되었다. 행동력은 물론이고, 천성의 프로 파일링 센스에 의해서 범인의 행동을 간파하는 특성이 있다. 그 때에는 꼭 먼 곳을 응시하거나 갑자기 머릿속에서 불꽃이 터지는 듯한 감이 발동한다. 반면, 범죄자의 의식에 동조하는 면이 있어, 동료에게는 〈생각하는 방식이 위험〉이라고도 지적되고 있다.
17세의 여름 밤에 젊은 남자에게 강간을 당했다. 그 사건을 담당한 여성 형사·사다에게 격려받아 조금씩 마음을 열어 가지만, 직후 사다는 용의자 확보 시에 목숨을 잃어 버린다. 재판에서 범인과 마주 봐, 거기서 범인의 변호사가 사다를 깎아 내리는 발언을 하여 격앙한다. 이때의 레이코의 모습에 경찰관이나 사다의 유족이 눈물을 흘려 경례한 것을 보고, 경찰관의 연대감에 감명을 받고 형사를 목표로 하는 것을 결의했다. 경부보라고 하는 직무에 강한 고집이 있고, 대학 시절에도 대부분의 시간을 승진 시험의 학습에 소비하고 있었다. 지금도 더운 여름의 밤이 되거나, 다른 사람에게 듣거나 하면 당시의 일을 생각해 내 정신을 잃는 일이 있다.
남자 이상으로 터프한 정신력을 갖고 있고, 상사에게도 전혀 두려워하지 않는 성격이지만, 그러므로 주위에 적을 만들기 쉽고, 10계의 쿠사카와는 특히 견원지간이 되었다. 이른바 맞선을 무단으로 내팽게 치는 만큼, 연애는 뒤로 밀어둔 일만 하는 인간이다. 그 때문에 모친의 이변을 깨닫지 못하고 문제가 생겨 버린다. 여동생은 이미 결혼해, 아이가 있다.
키쿠타 카즈오 (菊田 和男)
32세→33세. 계급은 순사부장. 몸집이 큰 체형에 연령이 위이기도 해, 레이코보다 계급이 위로 착각되어 버린다. 실제, 반의 호령을 담당하고 있다.
성실하고 정직한 성격. 레이코에게 마음이 있지만, 말할 수 없다. 연애의 편력이 적고, 24세 때에 한 번, 늘 가는 술집 아가씨와 교제하고 있었지만, 1년 만에 현지로 돌아오게 되어 그것으로 끝났다. 레이코에게 고백하려고 할 때, 간섭(주로 이오카)이 들어오기 때문에, 특히 이오카에게 아이같아 보이는 질투심을 안고 있다.
28세 때에 순사부장으로 승진한 후에는, 경부보의 시험을 보지 않고 있다. 레이코의 부하인 채로 있고 싶다고 생각하는 모양. 개가 골칫거리.
이시쿠라 타모츠 (石倉 保)
47세. 순사부장. 레이코에게는 〈타모츠 상〉이라고 불리고 있다.
베테랑 형사. 단골 가게를 들려 잡담을 하는 〈후루키요키 시대 형사〉.
유다 코헤이 (湯田 康平)
26세. 순사장. 레이코에게는 〈코헤이〉라고 불리고 있다.
하야마 노리유키 (葉山 則之)
25세. 순사장. 소울 케이지부터 등장. 레이코(玲子)에게는 〈노리〉라고 불리고 있다.
이례의 속도로 수사 1과에 등용된 장신의 미남자. 그러나, 성격이 어둡고, 거의 말하지 않고 웃지도 않는다.
사립 중학에 다니고 있어 에스컬레이터식으로 진학할 것이었던 14세 때, 가정교사로서 공부를 가르쳐준 여대생·아리타 레이코(有田 麗子)가 괴한에게 습격당해 살해된 것을 목격했지만, 증언을 할 수 없었다. 이때의 후회와 범인이 자신을 죽이러 온다고 하는 공포로부터 자신을 구하기 위해서, 또 미해결이 된 레이코(麗子)의 사건을 자신의 손으로 재수사하기 위해서 고교 졸업 후에 경찰관이 되었다. 이후는 형사로서 틈을 보이지 않는, 금욕적인 삶을 살고 있다. 피해자와 같은 이름이기도 하여, 레이코(玲子)가 말을 건넬 때마다 레이코(麗子)의 사건을 생각해 내 버린다.
오오츠카 신지 (大塚 真二)
27세. 순사장.
고교 졸업 후 경시청에 입청. 끈질기고 충실한 작업을 하는 것으로 베테랑 형사로부터 평가되고 있다. 또, 레이코에 있어서 첫 연하인 부하이기도 했다.
그러나 〈스트로베리 나이트〉의 정보를 최초로 입수해, 정보 가게에 접촉해 극비에 위법 수사를 실시하는 순간에, 정보를 안 범인 그룹에 의해 살해되어 버린다.

### 경시청
카츠마타 켄사쿠 (勝俣 健作)
경부보. 수사 1과 살인범 수사 5계(카츠마타반) 주임. 통칭은 〈간테츠〉.
쿠사카 마모루 (日下 守)
44세. 경부보. 수사 1과 살인범 수사 10계(쿠사카반) 주임. 통칭은 〈유죄판결 제조 머신〉.
이마이즈미 하루오 (今泉 春男)
경부. 수사 1과 10계장. 통칭은 〈이마하루〉.
하시즈메 슌스케 (橋爪 俊介)
경시. 수사 1과 관리관.

### 그 외
이오카 히로미츠 (井岡 博満)
순사장→순사부장. 세타가야 경찰서로부터 오우지서를 거쳐 카메아리 경찰서에 배속되어 《미즈모토 공원 변사체 유기 사건》을 담당. 한층 더 카마타 경찰서에 이동하고 나서는 《타마가와 변사체 유기 사건》을 수사했다. 우연히도 왠지 단기간에 3회나 본청의 레이코와 수사를 하게 되었다(〈붉은 와이어 로프로 연결되고 있기 때문〉이라는 일).
쿠니오쿠 사다노스케 (國奥 定之助)
도쿄 도 감찰 의무원에 근무하는 감찰의. 레이코와 한달에 한 두 번 식사를 하고 있는 얼마 안 되는 술친구이기도 해, 감찰의에게 중요한 용건이 있는 경우, 레이코가 오는 일이 많다. 이야기의 소재는 이색적인 시체.
쿠라타 슈지 (倉田 修二)
전 경부보, 수사 1과 수사 9계 주임.